# Iveta Korešová
Iveta Korešová (tidligere Luzumová; født 3. april 1989 i Písek, Tjekkiet) er en kvindelig tjekkist håndboldspiller som spiller for det Thüringer HC og  Tjekkiets kvindehåndboldlandshold.